# Ell (kommun)
Kommunen Ell (franska: Commune d'Ell, luxemburgiska: Gemeng Ell, tyska: Gemeinde Ell) är en kommun i kantonen Redange i västra Luxemburg. Kommunen har 1 548 invånare (2022), på en yta av 21,55 km². Den utgörs av huvudorten Ell samt orterna Colpach-Bas, Colpach-Haut och Roodt.